# اکساپیوم یدید
اکساپیوم یدید (به انگلیسی: Oxapium iodide) با فرمول شیمیایی C۲۲H۳۴INO۲ یک ترکیب شیمیایی با شناسه پاب‌کم ۱۶۸۸۸۴ است. که جرم مولی آن ۴۷۱٫۴۲ g/mol می‌باشد. 